# Phylloscopus subviridis
Phylloscopus subviridis là một loài chim trong họ Phylloscopidae.